# Agastache pallida
Agastache pallida är en kransblommig växtart som först beskrevs av John Lindley, och fick sitt nu gällande namn av Cory. Agastache pallida ingår i släktet anisisopar, och familjen kransblommiga växter. Inga underarter finns listade i Catalogue of Life.